# 仲哀天皇
仲哀天皇（日语：／ Chūai Tennō）是傳說中日本第十四代天皇，其在《日本書紀》中被稱作足仲彦尊，《古事記》裡則名為帶中日子命。日本武尊第2子、母為垂仁天皇之皇女，兩道入姬命（ふたじいりひめのみこと）。神功皇后的丈夫。

## 歷史與傳說
因叔父成務天皇沒有子嗣，成務天皇48年3月1日立皇太子。經過13年的皇太子期間，仲哀天皇元年1月即位。
在位第八年時，因記恨熊襲建宮時未進貢，決心起兵討伐。可是在與群臣討論作戰計畫時，神卻托付神功皇后之口，說到熊襲之地貧困不值一戰，反而海外的“處女之睩”，即新羅國，遍地金銀彩衣。如以天皇御船與大田祭之，則兵不血刃可收其地。仲哀天皇自高處眺望卻不見其地，始終未依神意出兵，因而激怒神而於隔年逝世。